# Piotr Maluśkiewicz
Piotr Marek Maluśkiewicz (ur. 1 lipca 1946 w Poznaniu) – polski krajoznawca, autor przewodników turystycznych, wykładowca akademicki i redaktor naczelny Kroniki Wielkopolski, specjalista z dziedziny konstrukcji maszyn i budowy urządzeń precyzyjnych.

## Życiorys
Ojciec był pracownikiem HCP i działaczem turystycznym. W 1970 ukończył studia na Wydziale Budowy Maszyn Politechniki Poznańskiej i pozostał na tej uczelni jako pracownik naukowo-dydaktyczny. Od 1979 doktor nauk technicznych. Od 1993 do 2003 zastępca dyrektora Instytutu Silników Spalinowych i Podstaw Konstrukcji Maszyn. Od 1990 w komitecie redakcyjnym Kroniki Wielkopolski, a od 1993 redaktor naczelny tego czasopisma. Autor kilkunastu publikacji z zakresu budowy maszyn. Napisał i opublikował około 35 przewodników po Poznaniu, Wielkopolsce oraz Ziemi Lubuskiej. Członek Wielkopolskiego Klubu Publicystów Krajoznawczych.

## Odznaczenia
Odznaczony Srebrnym Krzyżem Zasługi w 1988, a także Honorową Odznaką Miasta Poznania w 1989.

## Życie prywatne
Żonaty z Barbarą, posiada dwóch synów – Marka i Grzegorza.